# Aleksandros Chalkokondilis
Aleksandros Chalkokondilis (ur. 1880 w Atenach, zm. 15 lutego 1970) – grecki lekkoatleta, sprinter i skoczek w dal. Uczestnik pierwszych nowożytnych igrzysk olimpijskich w 1896 roku.
Podczas Igrzysk Olimpijskich w Atenach w 1896 roku brał udział w dwóch konkurencjach lekkoatletycznych – biegu na 100 metrów oraz skoku w dal. W biegu na 100 metrów zajął drugie miejsce w drugim biegu eliminacyjnym i awansował do finału, w którym zajął ostatnie, piąte miejsce. W skoku w dal uplasował się na czwartej pozycji.